# Egone
Genre
Synonymes
- Capelica Turner, 1944[1]
- Dnopheropis Turner, 1902[1]

Egone est un genre de lépidoptères (papillons) de la famille des Erebidae.
Il comporte deux espèces :
- Egone atrisquamata Hampson, 1926
- Egone bipunctalis Walker, 1863